# بوئي

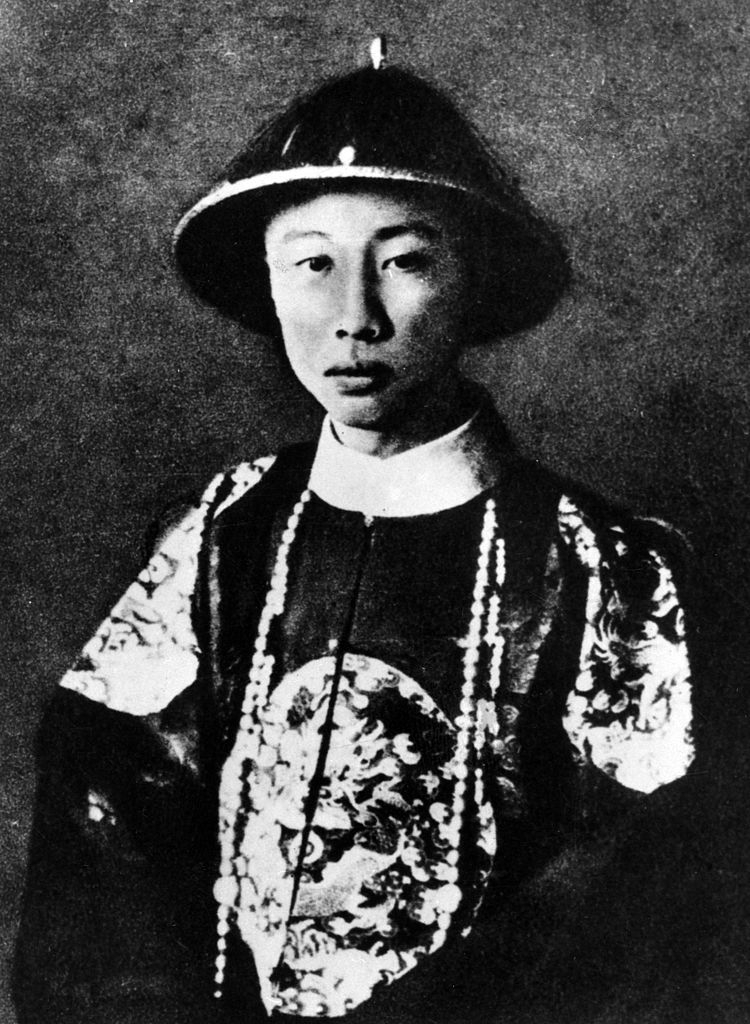
بوئي في عام 1922

بوئي (بالصينية: 溥儀، بينيين:Pǔyí) (7 فبراير 1906 – 17 أكتوبر 1967) آخر إمبراطور حكم الصين وكان الإمبراطور الأخير من سلالة تشينغ المنشورية من آل أيسين غورو. خلعته ثورة شينخاي وبقي لفترة وجيزة حاكماً صورياً إلى أن طردته القوات الثورية من المدينة المحرمة هو وبلاطه عام 1912. هرب للشمال وأسس دولة منشوريا (أعيد تسميتها لاحقاً إمبراطورية منشوريا) التي هيمن عليها اليابانيون، وكان الإمبراطور هناك خلال فترة الحرب الأهلية الصينية والحرب العالمية الثانية إلى أن ألقى القبض عليه الجيش الأحمر وسلّمه للصينيين. خضع لمحاكمة بتهمة العمالة لليابانيين والتعاون معهم وتأسيس دولة تابعة. سُجن عدة سنوات ثم أطلق سراحه وعاش مواطناً عادياً في الصين وعمل بستانياً حتى وفاته.
قام المخرج المعروف برناردو بيرتيلوتشي بإخراج فيلم «الإمبراطور الأخير» "The Last Emperor" الذي روى قصة حياة بوئي. حاز الفيلم على إعجاب النقٌاد والمشاهدين، ونال تسعة جوائز أوسكار، من بينها جائزة «أفضل فيلم»، بينما حاز بيرتيلوتشي على جائزة «أفضل مخرج».

## وصلات خارجية
- بوئي على موقع IMDb (الإنجليزية)
- بوئي على موقع الموسوعة البريطانية (الإنجليزية)
- بوئي على موقع مونزينجر (الألمانية)
- بوئي على موقع ألو سيني (الفرنسية)
- بوئي على موقع قاعدة بيانات الفيلم (الإنجليزية)
- بوئي على موقع كينوبويسك (الروسية)